# Parti du nouvel Azerbaïdjan

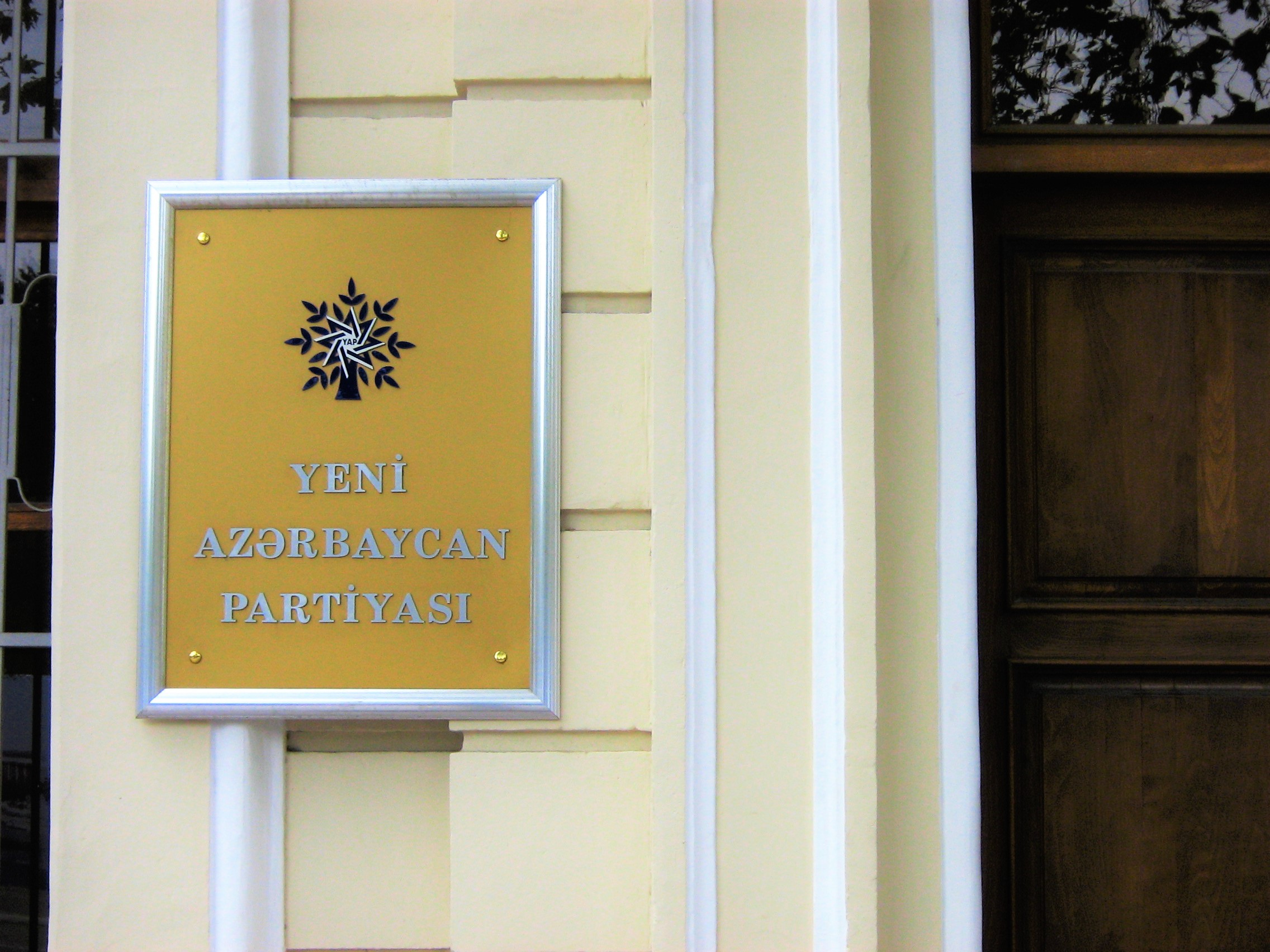
Siège du Parti du nouvel Azerbaïdjan à Bakou.

Le Parti du nouvel Azerbaïdjan (en azéri : Yeni Azərbaycan Partiyası, plus couramment indiqué par ses initiales YAP) est le principal parti politique de la république d'Azerbaïdjan. Le parti est au pouvoir avec une grande majorité de députés depuis 1993. Au niveau international, il est affilié à l'Internationale démocrate centriste.

## Idéologie
La plate-forme politique du Parti du nouvel Azerbaïdjan est nationaliste et séculariste, et se présente comme étant de centre droit.
L'idéologie déclarée du parti repose sur les principes fondamentaux suivants : la souveraineté, l'Azerbaïdjanisme (le nationalisme azerbaïdjanais), la solidarité civile, la justice sociale, l'économie sociale de marché, le progrès, et la primauté du droit.
Selon le Washington Post, le Parti du nouvel Azerbaïdjan ne présente pas d'idéologie bien identifiable, hormis une inclination pour le nationalisme, et repose principalement sur le culte de la personnalité envers son dirigeant.
La pratique du pouvoir du président Ilham Aliyev et de son parti est régulièrement pointé du doigt pour son autoritarisme exacerbé, sa corruption et sa répression des droits de l'homme et des libertés individuelles,,,,.

## Histoire
Le Parti du nouvel Azerbaïdjan est créé par l'ancien président de l'Azerbaïdjan Heydar Aliyev le 18 décembre 1992, qui était le président du parti jusqu'à sa retraite et son décès en 12 décembre 2003. Il est maintenant dirigé par son fils, Ilham Aliyev, qui a succédé à son père comme président du parti et en tant que président de l'Azerbaïdjan depuis le 31 octobre 2003. Le 26 mars 2005, Ilham Aliyev a été officiellement élu président du Parti du nouvel Azerbaïdjan.
Les élections législatives du 6 novembre 2005 confirment la victoire du Parti du nouvel Azerbaïdjan. Le Parti du nouvel Azerbaïdjan remporte 48,8 % des suffrages et 61 sièges sur 125 à l’Assemblée nationale. La légitimité des élections organisées par le régime Ilham Aliyev sont fortement contestées par les observateurs de l'OSCE et du conseil de l'Europe.
Les élections législatives du 7 novembre 2010 confirment la victoire de Parti du nouvel Azerbaïdjan avec une majorité absolue. Le Parti du nouvel Azerbaïdjan remporte 56,8 % des suffrages et 61 sièges sur 125 à l’Assemblée nationale. L'opposition a contesté la régularité du scrutin mais les observateurs de la Communauté des États indépendants, de l'OSCE, du conseil de l'Europe et du parlement européen ont parlé d'amélioration par rapport aux précédentes élections.

## Droits
Les membres du parti sont assurés d’avoir les droits suivants :
- élire et être élu aux autorités du parti ;
- participer librement à la détermination de la politique du parti et à la discussion des questions liées à ses activités ;
- participer aux événements organisés par le parti ;
- faire des suggestions pour réaliser les objectifs et les tâches du parti ;
- bénéficier du soutien du parti ;
- discuter et critiquer librement toutes les questions liées à la politique du parti ainsi qu'à toutes les activités de ses organes ;
- pouvoir cesser d'être membre du parti ou le quitter[14].

## Structure organisationnelle du parti
- Le P.A.N. met en œuvre son activité sur tout le territoire de l'Azerbaïdjan.
- L'organisation initiale du parti repose sur le principe territorial.
- La décision d'établir l'organisation initiale du parti est adoptée par la réunion de la fondation avec la participation d'au moins trois membres du P.A.N. et approuvée par le Conseil exécutif des organisations de district-ville. Un membre du parti ne peut être enregistré que dans l'organisation à un parti.
- L'organe directeur de l'organisation initiale du parti est une assemblée générale. L'assemblée générale a lieu au moins une fois tous les trois mois. L'assemblée est valable seulement si la participation est de plus de la moitié des membres inscrits dans l'organisation initiale du parti. Les décisions sont approuvées à la majorité simple des voix[14].

## Congrès
Le premier congrès du parti s'est tenu les 21 et 22 décembre 1999, avec la participation de plus de 2 000 membres du parti de différentes régions du pays, ainsi que de plus de 30 représentants étrangers.
Le deuxième Congrès s'est tenu à Bakou le 21 novembre 2001. Certaines modifications ont été apportées à la Charte. Ilham Aliyev a été élu vice-président du parti. Heydar Aliyev a prononcé un discours au congrès. 1952 représentants ont participé au II Congrès.
Le troisième Congrès s'est tenu le 26 mars 2005 à Bakou avec des participations de plus de 1800 membres.
Le quatrième Congrès s'est tenu le 2 août 2008 dans le complexe sportif et de concert Heydar Aliyev avec la participation de plus de 600 membres à Bakou. Le Congrès a décidé de nommer Ilham Aliyev comme candidat aux élections présidentielles qui se tiendront le 15 octobre 2008.
Le cinquième Congrès s'est tenu au Palais Bouta à Bakou en août 2008. Le Congrès a décidé de nommer Ilham Aliyev comme candidat aux élections présidentielles qui se tiendront le 9 octobre 2013,.
Le sixième congrès s'est tenu le 8 février 2018 au Centre Heydar Aliyev de Bakou. Le congrès a décidé de nommer Ilham Aliyev comme candidat aux élections présidentielles qui se tiendront le 11 avril. Plus de 700 000 membres du nouveau parti azerbaïdjanais ont assisté au congrès.

## Histoire électorale
Lors des élections (5 novembre 2000 et 7 janvier 2001), le parti a remporté 62,3% des suffrages et 75 des 125 sièges. Son candidat, Ilham Aliyev, aurait remporté 80% des suffrages lors des élections présidentielles de 2003, qui ont été critiquées par des groupes comme Human Rights Watch. Aux élections législatives de 2005, il a remporté 62 des 125 sièges. Aux élections législatives de 2010, il a remporté 72 des 125 sièges. Actuellement, le Parti de Nouvel Azerbaïdjan compte 518 000 membres.  Lors des élections législatives du 1er novembre 2015, le nouveau parti azerbaïdjanais a remporté 70 sièges sur 125, perdant ainsi 2 sièges à l'Assemblée nationale depuis les dernières élections. 

## Résultats des élections

### Élections présidentielles
| Élection | Candidat      | Voix      | %     | Résultat |
| -------- | ------------- | --------- | ----- | -------- |
| 1993     | Heydar Aliyev | 3 919 923 | 98,8  | Élu      |
| 1998     | Heydar Aliyev | 2 556 059 | 77,6  | Élu      |
| 2003     | Ilham Aliyev  | 1 860 346 | 75,38 | Élu      |
| 2008     | Ilham Aliyev  | 3 232 259 | 87,34 | Élu      |
| 2013     | Ilham Aliyev  | 3 126 113 | 84,54 | Élu      |
| 2018     | Ilham Aliyev  | 3 394 898 | 86,02 | Élu      |

### Élections parlementaires
| Élection  | Voix      | %    | Rang | Sièges   |
| --------- | --------- | ---- | ---- | -------- |
| 1995-1996 | 2 228 435 | 62,7 | 1er  | 53 / 125 |
| 2000-2001 | 1 809 801 | 62,3 | 1er  | 78 / 125 |
| 2005      |           |      | 1er  | 63 / 125 |
| 2010      | 1 104 528 | 45,8 | 1er  | 71 / 125 |
| 2015      |           |      | 1er  | 72 / 125 |
| 2020      |           |      | 1er  | 70 / 125 |
| 2024      |           |      | 1er  | 68 / 125 |